# Xã Pleasant Valley, Quận Wright, Missouri
Xã Pleasant Valley (tiếng Anh: Pleasant Valley Township) là một xã thuộc quận Wright, tiểu bang Missouri, Hoa Kỳ. Năm 2010, dân số của xã này là 2.923 người.